# Annales de Fulda
Pour les articles homonymes, voir Annales (homonymie).
Les Annales de Fulda (en latin Annales Fuldenses, nom conventionnel depuis le XVIIe siècle, ou Annales regni Francorum orientalis) comptent parmi les grands ensembles d'annales de l'époque carolingienne. Composées dans le royaume de Francie orientale, elles existent en versions en partie différentes et couvrent au maximum la période allant de 715 à 901. À partir de 830, elles font pendant aux Annales de Saint-Bertin, de Francie occidentale, et aussi à la Chronique de Réginon de Prüm.

## Description

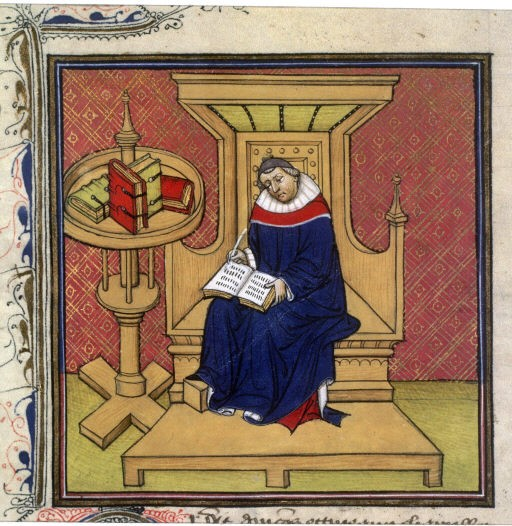
Eginhard, un des auteurs présumés des annales carolingiennes, écrivant - Enluminure des s

Beaucoup de débats persistent autour de la composition de cette compilation. Un point qui paraît faire consensus est qu'elle est bien plus liée à la métropole de Mayence qu'à l'abbaye de Fulda. Toute une première partie (de 715 à 829) n'est qu'une simple reprise de textes conservés indépendamment, principalement les Annales Laurissenses minores et les Annales regni Francorum. Il y a ensuite un texte allant de 830 à 863 que, sur la base de notes marginales de l'un des manuscrits, on a longtemps attribué à deux auteurs successifs : d'une part Éginhard, qui aurait constitué un premier ensemble allant jusqu'en 838 (et à qui on assignait d'ailleurs aussi l'une des versions des Annales regni Francorum, les Annales qui dicuntur Einhardi) ; et d'autre part la section 839-863, attribuée au moine Rudolf de Fulda († 8 mars 865). Une suite allant de 864 à 882 (ou à 887) aurait eu pour auteur Méginhard de Fulda, disciple de Rudolf (qui aurait été un collaborateur de l'archevêque Liutbert de Mayence, disgracié en 882 à la mort du roi de Francie orientale Louis III le Jeune). En dehors du texte allant jusqu'en 887, certains manuscrits en comportent un spécifique couvrant les années 882-901, rédigé peut-être à Ratisbonne par un auteur bavarois. Cette analyse de la compilation est notamment celle de Friedrich Kurze, éditeur du texte dans la collection Monumenta Germaniæ Historica en 1891. Siegfried Hellmann a totalement rejeté cette construction : selon lui, ni Éginhard, ni Rudolf de Fulda, ni Méginhard n'ont eu une part quelconque à l'élaboration de ce texte, dont le découpage ne peut être fondé sur les indications de manuscrits plus tardifs ; ce serait bien plutôt, pour l'essentiel, le travail d'un inconnu installé à Mayence.
Les Annales de Fulda sont une des principales sources sur l'histoire de la Francie orientale de 830 à la fin du IXe siècle. La Gaule et l'Italie sont négligées. Il y a une focalisation sur la province ecclésiastique de Mayence, et sur la Bavière pour le texte spécifique qui s'étend de 882 à 901. Il s'agit essentiellement d'histoire profane, l'histoire de Louis le Germanique et de ses héritiers, et l'histoire ecclésiastique n'occupe qu'une place secondaire (bien qu'il soit souvent question de miracles).
Ce texte a été connu et diffusé dans les siècles suivants, et a servi de source à des ouvrages comme l' Historia Francorum abbreviata de Pierre le Bibliothécaire (qui n'en est qu'un épitomé), la Chronique de Marianus Scotus, celle de Sigebert de Gembloux, l'Histoire des archevêques de Hambourg d'Adam de Brême, la Chronique de l'Annalista Saxo, etc. Les principaux manuscrits sont : un codex de la Bibliothèque humaniste de Sélestat (legs de Beatus Rhenanus), qui donne un texte allant jusqu'en 882 (fin du IXe  ou Xe siècle) ; un codex de la Bibliothèque nationale autrichienne (XIIe siècle). Le texte a été pour la première fois imprimé à Paris, par Pierre Pithou, en 1588, puis par Marquard Freher et André Duchesne.

## Éditions récentes
- (en) Timothy Reuter (édition et traduction en anglais), The Annals of Fulda, vol. II, Manchester, Manchester University Press, coll. « Manchester Medieval series, Ninth-Century Histories », 1992